# Viatkogorgon ivakhnenkoi
Viatkogorgon ivakhnenkoi è un terapside estinto, appartenente ai gorgonopsidi. Visse nel Permiano superiore (circa 260 - 258 milioni di anni fa) e i suoi resti fossili sono stati ritrovati in Russia.

## Descrizione
Questo animale, rispetto agli altri gorgonopsidi, era di piccole dimensioni e solitamente non arrivava al metro di lunghezza. Si distingueva dagli altri gorgonopsidi anche per il solco dell'osso squamoso estremamente grande, che interferiva con il margine ventrale della finestra temporale. Inoltre, Viatkogorgon era caratterizzato da orbite particolarmente grandi e da un anello sclerotico altrettanto grande. La barra postorbitale era dotata di una parte terminale ventrale stretta, come nell'affine Nochnitsa, dal quale si distingueva però per la diversa morfologia dentaria e per altre caratteristiche craniche. Viatkogorgon era dotato di "costole ventrali" (gastralia), acquisite secondariamente. Le ipapofisi delle vertebre caudali erano ben sviluppate, mentre i piedi erano larghi e corti, con contatti intertarsali distali. 

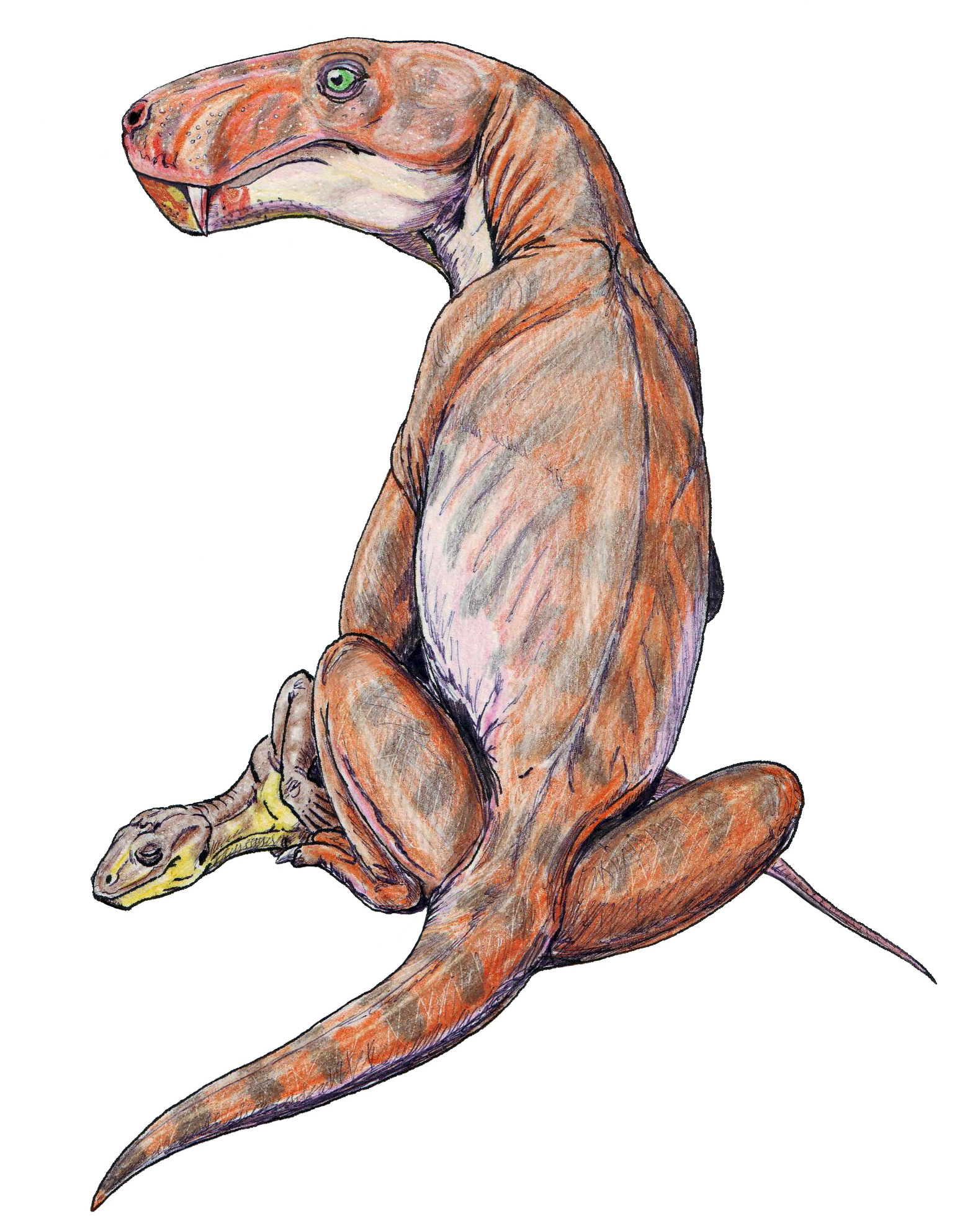
Ricostruzione di Viatkogorgon ivakhnenkoi

## Classificazione
Viatkogorgon ivakhnenkoi venne descritto per la prima volta nel 1999, sulla base di resti fossili ritrovati nella zona di Kotelnich, in Russia, lungo il fiume Vjatka. I fossili risalgono al Permiano superiore e il terreno in cui sono stati ritrovati è probabilmente coevo alla "zona a Tropidostoma" del Sudafrica. Viatkogorgon era un membro arcaico dei gorgonopsi, un gruppo di terapsidi predatori tipici del Permiano superiore. Affine a Viatkogorgon era Nochnitsa.

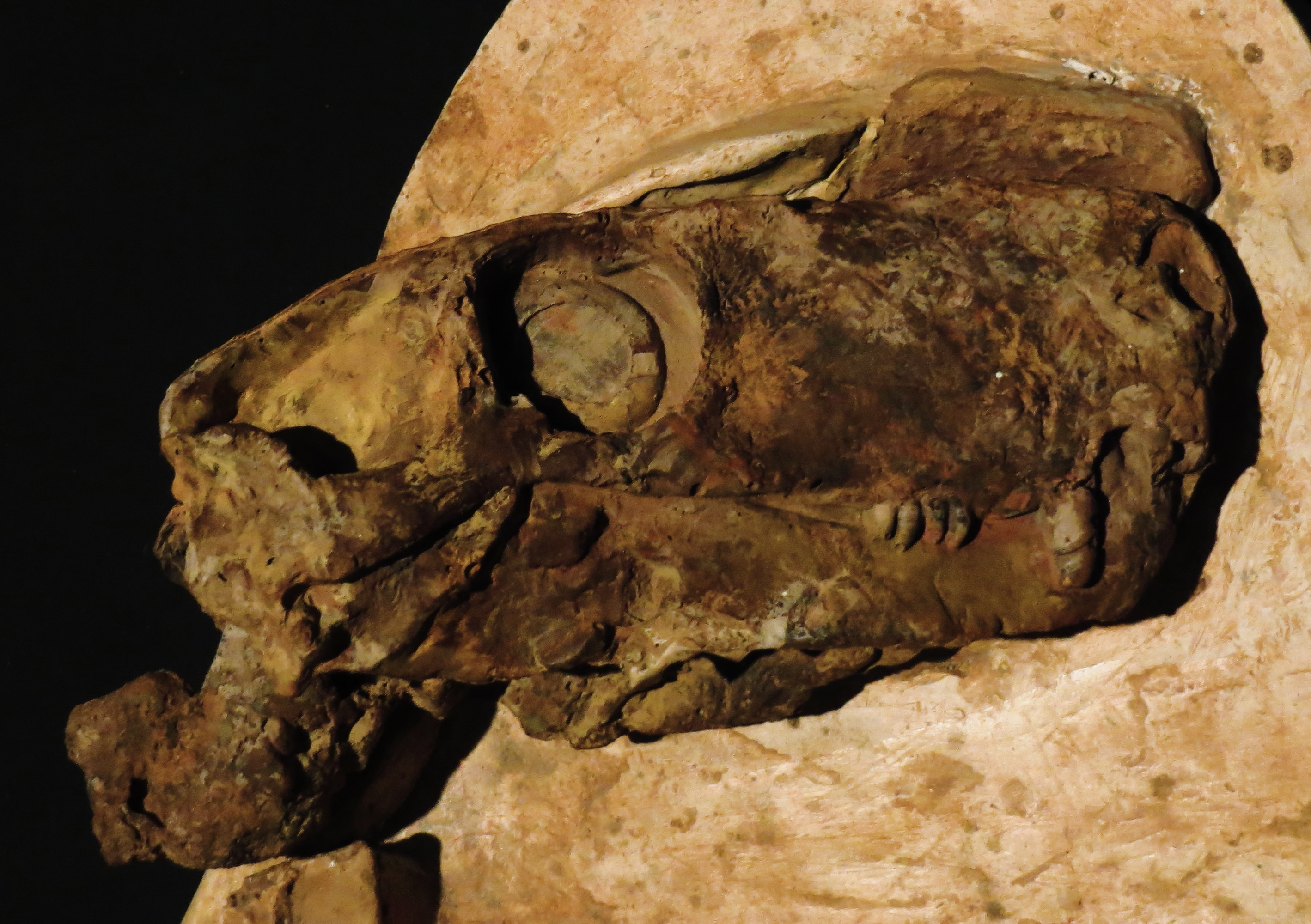
Cranio di Viatkogorgon ivakhnenkoi

## Paleoecologia
Viatkogorgon era un predatore di dimensioni medio-piccole, che probabilmente si nutriva di dicinodonti o di altri piccoli tetrapodi. La struttura dello scheletro postcranico indica che questo animale potrebbe essere stato un buon nuotatore (Tatarinov, 2004).